# Nephrotoma aurocomata
Nephrotoma aurocomata är en tvåvingeart som beskrevs av Alexander 1969. Nephrotoma aurocomata ingår i släktet Nephrotoma och familjen storharkrankar.
Artens utbredningsområde är Ecuador. Inga underarter finns listade i Catalogue of Life.